# Kreisdorn-Doktorfisch
Der Kreisdorn-Doktorfisch (Acanthurus tennentii) ist eine Art aus der Familie der Doktorfische und gehört in dieser der Unterfamilie der Skalpelldoktorfische an.

## Verbreitung
Der Kreisdorn-Doktorfisch lebt im westlichen Teil des Indischen Ozeans und ist dort von den Küsten Ostafrikas über die Malediven bis zur Insel Bali verbreitet. Er hält sich bevorzugt über steinigem Grund vor Korallenriffen auf und ist dort in einer Gewässertiefe von 3 bis 20 Meter zu beobachten.

## Aussehen
Wie alle Arten der Doktorfische hat auch der Kreisdorn-Doktorfisch einen seitlich abgeflachten Körper der in seiner Form längsoval ist. Die Körperfarbe ist graubeige bis oliv. Die Körperlänge beträgt bis zu 30 cm.
Deutlich zu erkennen ist die auf der Schwanzwurzel befindliche Klinge, auch „Skalpell“ genannt, die durch einen blauen bis blauschwarzen Ring von der übrigen Körperfärbung abgehoben ist. Wie bei den Eigentlichen Doktorfischen (Acanthurinae) üblich, ist das Skalpell beweglich und im Ruhezustand an den Körper angelegt. Das Skalpell ist mit keinen Muskeln verbunden der Kreisdorn-Doktorfisch kann sie daher nicht aktiv aufrichten. Stattdessen werden sie passiv durch Schwanzschläge jeweils an der nach außen gebogenen (konkaven) Seite des Schwanzstiels in einem Winkel von ungefähr 80 Grad aufgerichtet.
Namensgebend für den Kreisdorn-Doktorfisch sind die ebenfalls sehr auffälligen schwarzen Flecken, die eine fast halbkreisförmige Form haben und sich hinter den Augen befinden.

## Lebensform
Der Kreisdorn-Doktorfisch gehört zu den Doktorfischarten, die sich vor allem von Algen ernähren.